# ワイルド・マグノリアス
ザ・ワイルド・マグノリアス (The Wild Magnolias) は、米国ルイジアナ州ニューオーリンズのマルディグラ・インディアンのトライブ（部族）であり、バンドである。伝統的にはドラムと掛け声だけで演奏されてきたマルディグラ・インディアンのサウンドに初期からバンドを導入し、ファンクに仕立て上げた。

## 来歴
1964年、ワイルド・マグノリアスのビッグ・チーフ（酋長）にボー・ドリスが就任する。1960年代後半にドリスの幼なじみで、ザ・ゴールデン・イーグルスのビッグ・チーフのモンク・ブードローが加わり、バンドとしてのマグノリアスの活動が開始される。1970年には、第1回ニューオーリンズ・ジャズ&ヘリテッジ・フェスティバルに出演し、同年11月、地元のレーベル、クレセント・シティ・レコードから、シングル"Handa Wanda"でレコード・デビューを果たした。マルディグラ・インディアンのサウンドがレコーディングされたのは、このシングルが初めてであったという。
1974年、フランスのバークレイ・レコードからデビュー・アルバムThe Wild Magnoliasをリリースした。このアルバムはウィリー・ティー (key.)、スヌークス・イーグリン (gt.)らニューオーリンズのミュージシャンがバックにつき、非常にファンキーな作品に仕上がっている。"Iko Iko"、"聖者の行進 (Saints)"などの有名なニューオーリンズ・ナンバーに加え、"Smoke My Peace Pipe (Smoke It Right)"、"Two Way Pak E Way"など、このバンドの定番レパートリーとなった楽曲が収録された。前者はシングル・カットされ、R&Bチャートの74位を記録している。殆どの曲のリード・ボーカルをドリスが取っているが、"Shoo Fly"はモンクが歌っている。直情型のパワフルな歌い手であるドリスに対して、モンクはほのぼのとした味わいがあり、好対照な両者の存在がこのバンドのサウンドを一層面白いものにしている。
1975年には、ほぼ同じバンド・メンバーでセカンド・アルバムThey Call Us Wildをリリースした。しかしこの後、彼らは暫く新作から遠ざかる。次の彼らの作品は、1988年のI'm Back at Carnival Time!まで待たねばならなかった。久々のこの作品でもプロフェッサー・ロングヘア "Tipitina"やアル・ジョンソンの"Carnival Time"などニューオーリンズ色の強いナンバーを演奏し、相変わらず元気なところを聴かせている。
1993年9月には、神戸アーバン・ジャズ・フェスティヴァル出演のため、初来日も果たした。以後、何度か彼らは日本ツアーを行っている。
1995年、日本からニューオーリンズへ移住した山岸潤史がバンドに参加する。この頃、一時的に小島良喜もメンバーになっており、翌年リリースされたアルバム1313 Hoodoo St.では両者がプレイヤーとして参加した。
続くアルバムは1999年、キャピトル系のレーベル、メトロブルーからリリースされたLife Is a Carnivalである。ザ・バンドのカバーのタイトル曲では元ザ・バンドのロビー・ロバートソンに加え、ブルース・ホーンズビーがゲスト参加した。
このアルバムのリリース後、モンクがマネージャーとの対立が原因でバンドから脱退。しかし、バンドは従来通りボー・ドリスを中心として活動を続けた。2002年には、バンドの結成30周年を記念した未発表トラックを含む編集盤30 Years..and Still Wild!がリリースとなっている。
2015年1月20日、ボー・ドリスが死去。71歳。2021年現在、彼の息子であるジェラルド・ボー・ドリス・ジュニアがビッグ・チーフの座を引き継いで活動をしている。

## ディスコグラフィー
- 1974年 The Wild Magnolias (Barclay)
- 1975年 They Call Us Wild (Barclay)
- 1988年 I'm Back...at Carnival Time (Rounder)
- 1996年 1313 Hoodoo St. (AIM)
- 1999年 Life is a Carnival (Metro Blue)
- 2002年 30 Years and Still Wild (AIM)
- 2013年 A New Kind of Funk (One More Time)[8]
- 2021年 My Name Is Bo (no label)[9]